# Séverin Le Duff de Mésonan
Séverin Le Duff de Mésonan (Quimper, 10 oktober 1781 - Parijs, 23 augustus 1872) was een Frans militair en politicus ten tijde van het Tweede Franse Keizerrijk.

## Biografie
Le Duff de Mésonan trad toe tot de Franse marine in 1800. In 1809 vervoegde hij de landmacht. Tijdens de napoleontische oorlogen werd hij door de Britten gevangengenomen en werd hij krijgsgevangen. In 1823 nam hij deel aan de Franse invasie van Spanje. In 1837 verliet hij het leger.
Ten tijde van de Julimonarchie ondersteunde hij de mislukte staatsgreep van Lodewijk Napoleon Bonaparte (de latere keizer Napoleon III) in Boulogne-sur-Mer en werd daarvoor tot 15 jaar gevangenisstraf veroordeeld. Hij werd vrijgelaten na de Februarirevolutie in 1848.
Nadien ondersteunde hij de staatsgreep van 2 december 1851. Een jaar later, na de parlementsverkiezingen van 1852 werd hij verkozen als volksvertegenwoordiger voor het departement Finistère. Hij zou vijf jaar zetelen in het Wetgevend Lichaam, tot 1857.
Op 9 juni 1857 werd Le Duff de Mésonan immers door keizer Napoleon III benoemd tot senator. Hij zou in de Senaat blijven zetelen tot de afkondiging van de Derde Franse Republiek op 4 september 1870. Nadien was hij nog burgemeester van Audierne.
Hij werd onderscheiden tot commandeur in het Legioen van Eer.